# Saint-Araille
Saint-Araille is een gemeente in het Franse departement Haute-Garonne (regio Occitanie) en telt 145 inwoners (2005). De plaats maakt deel uit van het arrondissement Muret.

## Geografie
De oppervlakte van Saint-Araille bedraagt 6,4 km², de bevolkingsdichtheid is 22,7 inwoners per km².
De onderstaande kaart toont de ligging van Saint-Araille met de belangrijkste infrastructuur en aangrenzende gemeenten.

## Demografie
Onderstaande figuur toont het verloop van het inwonertal (bron: INSEE-tellingen).